# تأثیر پوشش‌های سطحی بر مقاومت خستگی مواد
تأثیر پوشش‌های سطحی بر مقاومت خستگی مواد یک حوزه مهم در علم مواد و مهندسی مواد است. پوشش‌های سطحی می‌توانند تأثیر قابل توجهی بر رفتار خستگی مواد داشته باشند و می‌توانند بر دوام، عملکرد و عمر آن‌ها تأثیرگذار باشند. در زیر تعدادی نکته کلیدی مرتبط با این موضوع آمده است:
افزایش استحکام خستگی: پوشش‌های سطحی می‌توانند به‌طور طراحی شده، با ایجاد یک حائل محافظتی در برابر عوامل محیطی مانند زنگ زدگی، ساییدگی و ساییدن، استحکام خستگی مواد را افزایش دهند.
کاهش تمرکز تنش: برخی از انواع پوشش‌ها مانند سرباره‌زنی یا پوشش‌های فیلم نازک، می‌تواند در کاهش تمرکز تنش در سطح کمک کند که به نوبه خود مقاومت خستگی مواد را بهبود می‌بخشد.
افزایش مقاومت شکست: برخی از پوشش‌ها برای بهبود مقاومت شکست مواد فرموله می‌شوند که می‌تواند با جلوگیری از شروع و گسترش ترک‌ها، به مقاومت خستگی بهتری کمک کند.
تأثیر ترکیب پوشش: تحقیقات بر روی درک از اینکه چگونگی ترکیب و ساختار اتمی پوشش‌ها چگونه بر توانایی آن‌ها برای کاهش خسارت خستگی در ماده زیرین تأثیرگذار است، متمرکز است.
پوشش‌های مانع حرارتی: در دماهای بالا، پوشش‌های مانع حرارتی برای نقش آن‌ها در محافظت مواد از خستگی حرارتی و زنگ زدگی مورد بررسی قرار می‌گیرند و اینطور می‌توانند عمر عملیاتی آن‌ها را افزایش دهند.
ویژگی‌های چسبندگی و بازدارندگی: بررسی ویژگی‌های چسبندگی و بازدارندگی پوشش‌ها برای تعیین اینکه چقدر می‌توانند مقاومت چرخه‌ای را تحمل کنند و جلوی ترکیدگی یا لخته‌شدگی را می‌گیرند، حیاتی است.
اثرات محیطی: تحقیقات بررسی می‌کند که چگونه پوشش‌های سطحی مختلف زیر شرایط محیطی مختلف از جمله تماس با رطوبت، مواد شیمیایی و نوسانات دما عمل می‌کنند و چگونه این عوامل بر مقاومت خستگی تأثیر می‌گذارند.
فناوری‌های پوشش پیشرفته: توسعه فناوری‌های پوشش نوآورانه مانند پوشش‌های خود ترمیمی یا چندلایه، یک حوزه فعال از تحقیقات است که هدفش بهبود مقاومت خستگی است.
روش‌های توصیف: پیشرفت‌های در روش‌های ارزیابی غیرمخرب برای ارزیابی سالمت پوشش‌ها تحت بارگذاری خستگی و درک تأثیر آن‌ها بر رفتار خستگی مواد زیرین، در حال بررسی است.
استانداردسازی و روش‌های آزمایش: تلاش‌ها برای تعیین پروتکل‌های آزمایش استاندارد برای ارزیابی عملکرد خستگی مواد پوشش‌دار، به منظور اطمینان از یکپارچگی و قابلیت اعتماد در ارزیابی مقاومت خستگی آن‌ها، انجام می‌شود. درک ارتباط پوشش‌های سطحی و خستگی مواد برای طراحی قطعات و سازه‌هایی با دوام و قابلیت اعتماد در مختلف برنامه‌های مهندسی، امری اساسی است.